# Municipio de Clayton (condado de Clayton)
El municipio de Clayton (en inglés: Clayton Township) es un municipio ubicado en el condado de Clayton en el estado estadounidense de Iowa. En el año 2010 tenía una población de 245 habitantes y una densidad poblacional de 2,47 personas por km².

## Geografía
El municipio de Clayton se encuentra ubicado en las coordenadas 42°54′55″N 91°11′26″O / 42.91528, -91.19056. Según la Oficina del Censo de los Estados Unidos, el municipio tiene una superficie total de 99.09 km², de la cual 89,81 km² corresponden a tierra firme y (9,37 %) 9,29 km² es agua.

## Demografía
Según el censo de 2010, había 245 personas residiendo en el municipio de Clayton. La densidad de población era de 2,47 hab./km². De los 245 habitantes, el municipio de Clayton estaba compuesto por el 99,59 % blancos, el 0,41 % eran afroamericanos. Del total de la población el 1,22 % eran hispanos o latinos de cualquier raza.